# Kotoōshū Katsunori
Karoyan Andō (jap. 安藤 カロヤン, Andō Karoyan,  geboren als bulgarisch Калоян Стефанов Махлянов/Kalojan Stefanow Machljanow; * 19. Februar 1983 in Weliko Tarnowo, Bulgarien) ist ein ehemaliger Sumōringer der unter dem Shikona Kotoōshū Katsunori (琴欧洲 勝紀) antrat.
Kotoōshū begann seine Sumōlaufbahn im Jahr 2002, erreichte in nur neun Turnieren die Jūryō-Division und stieg bis zum September 2004 in die Makuuchi-Division auf. Bereits im März des Folgejahres wurde er zum Komusubi befördert. Danach brach seine Siegesserie und er musste nach einem 4–11 Make-koshi wieder in die Maegashira-Ränge zurücktreten. Er konnte sich jedoch wieder sammeln und kämpfte ab September 2005 als Sekiwake. Nach dem November-Turnier 2005 wurde er zum Ōzeki ernannt. Die dafür benötigte Anzahl von 19 Turnieren seit dem Start in der untersten Liga, der Jonokuchi, ist der bisher schnellste Aufstieg eines Sumotori.
Kotoōshūs Körperlänge beträgt 2,03 m. Er ist damit einerseits ebenso groß wie der frühere Yokozuna Akebono, bringt aber mit „nur“ etwa 160 kg ein für einen Sumōringer seiner Größe unterdurchschnittliches Gewicht auf die Waage. Im Kampf verlässt er sich hauptsächlich auf Wurftechniken (Nage), bei denen er durch seine langen Arme im Vorteil ist.
Kotoōshū war der einzige Ringer, der den damals dominierenden Yokozuna Asashōryū in dessen besonders erfolgreichem Jahr 2005 zweimal besiegen konnte. Im Septemberturnier 2005 verlor er jedoch den Turniersieg an ihn, obwohl er bis zuletzt gleichauf gelegen hatte. Im November des Jahres revanchierte er sich, indem er dem Yokozuna seine einzige Niederlage beibrachte. Nach diesem Turnier wurde er zum Ōzeki befördert. Er war damit der erste Europäer und der fünfte Ausländer, dem dies gelang.

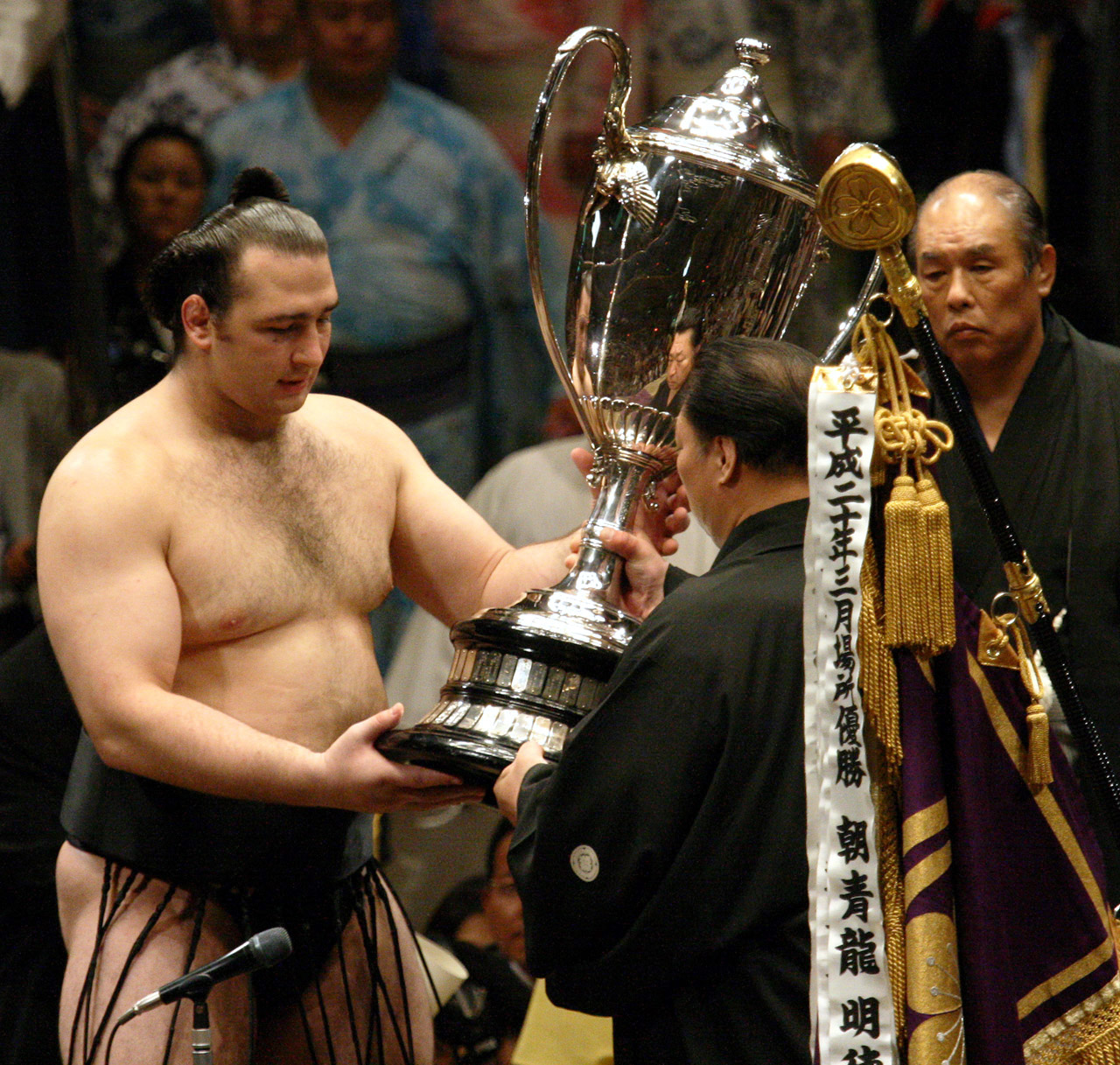
Kotoōshū erhält den Kaiserpokal beim Natsu-Basho 2008

Als Ōzeki konnte Kotoōshū nicht durchgängig überzeugen. Er hat seine Turniere bisher fünfmal mit einer negativen Siegesbilanz abgeschlossen; zudem wird von einem Rikishi seines Rangs eine zweistellige Bilanz erwartet. Immerhin holte er im Mai 2008 beim Natsu-Basho mit einer Bilanz von 14-1 einen Turniersieg in der Makuuchi-Division. Damit ist Kotoōshū der erste Europäer, der ein Basho für sich entscheiden konnte.
Im September 2006 änderte er bei gleicher Aussprache seinen Shikona von 琴欧州 in 琴欧洲.
Nach zwei schwachen Turnieren wurde Kotoōshū beim Hatsu Basho 2014 in den Rang eines Sekiwake zurückgestuft. Mit einer Siegesbilanz von zumindest 10-5 hätte er wieder seinen alten Rang als Ozeki einnehmen können, aber diesen Endstand konnte er trotz eines Kachi-koshis nicht erreichen. Das Frühlings-Turnier 2014 begann für Kotoōshū abermals mit einer Reihe von Niederlagen. Am 20. März 2014 verkündete er schließlich im Rahmen einer Pressekonferenz seinen Rücktritt.

## Nach dem Rückzug aus dem aktiven Sumō
Kotoōshū erhielt 2014 die japanische Staatsangehörigkeit und änderte seinen Namen offiziell in Karoyan Andō (安藤 カロヤン, Andō Karoyan), was ihm erlaubt eine Tätigkeit als toshiyori (Ältester/Funktionär) beim Sumōverband aufzunehmen. 2015 begann er beim  Sadogatake-Heya als Trainer.
2017 eröffnete Kotoōshū mit dem Naruto-Heya seinen eigenen Sumostall. Er ist dabei der erste in Europa geborene sowie erst der dritte außerhalb Japans geborene Sumōtori, der seinen eigenen Sumostall eröffnet.
Im März 2022 wurde Kotoōshū zum Shimpan ernannt und debütierte beim folgenden Hon-Basho im Mai 2022 als Kampfrichter.